# Vlokhoven
Vlokhoven is een buurt in de Nederlandse provincie Noord-Brabant, gelegen in het Eindhovense stadsdeel Woensel. De buurt is genoemd naar een voormalige buurtschap, waarvan onderdelen van de oude kern nog intact zijn. Vlokhoven ligt in de wijk Ontginning. Op 1 januari 2023 telde de buurt 3.550 inwoners, verdeeld over 1.696 woningen, met een gemiddelde WOZ-waarde van € 304.000, op een oppervlakte van 0,54 km². 
Deze buurtschap is voor het eerst vermeld in 1302, maar van oude gebouwen is geen sprake meer. De huidige buurtschap Vlokhoven was gelegen als een soort lintbebouwing aan de straatweg tussen Woensel en Son die het verlengde vormde van de Woenselsestraat. Achtereenvolgens lagen daar: Stoutheuvel, Voor Vlokhoven en Achter Vlokhoven. Ten westen hiervan lag de Woenselse Heide, waar nu een nieuwbouwwijk ligt. Ten oosten lagen de Dode Gracht en Eckart.

## Onze-Lieve-Vrouw van Lourdeskerk
In 1919 splitste Vlokhoven zich als zelfstandige parochie af van de Parochie van de Heilige Petrus te Woensel. Aan deze weg werd toen de Onze Lieve Vrouw van Lourdeskerk gebouwd, die ontworpen is door de architect Wolter te Riele. Ze werd ingewijd in 1920. Later werd ze nog uitgebreid onder leiding van architect Hendrik Willem Valk en opnieuw ingewijd in 1933. In 1938 kwamen er twee klokken, waarvan de grootste werd gestolen door de bezetter tijdens de Tweede Wereldoorlog. In 1950 was er een nieuwe klok.
Het is een fraai, landelijk ogend bakstenen kerkje waarvan de toren een zadeldak heeft en geflankeerd wordt door een ronde traptoren. In de gevel zijn bakstenen versieringen aangebracht en is een Mariabeeld geplaatst.

## Molen
In 1899 werd te Vlokhoven een achtkante beltmolen gebouwd die in gebruik was als korenmolen en oliemolen. Eind jaren 30 van de 20e eeuw kwam de molen in het bezit van de Coöperatieve Handelsvereniging (CHV), de toenmalige Coöperatieve Landbouworganisatie. In 1945 verloor de molen tijdens de storm zijn wieken, waarna het maalwerk nog een tijdlang elektrisch werd aangedreven. In 1954 werd de molen gesloopt.

## Heden
Omstreeks 1960 waren de nieuwbouwwijken vanuit Woensel al zover opgerukt dat de wijk Mensfort vrijwel gereed was en de wijk Oude Gracht al geprojecteerd was. Sindsdien is vrijwel de gehele historische infrastructuur verdwenen onder een rechthoekig stratenraster; alleen een stukje van het tracé van de Vlokhovenseweg is blijven bestaan. Tegen het einde van de jaren 60 van de 20e eeuw was het grootste gedeelte van het gebied al volgebouwd, in 1975 werden nog enkele flatgebouwen langs de Kennedylaan neergezet.